# Alumniportal Deutschland
Az Alumniportal Deutschland, vagyis a Németországi Alumni Portál egy olyan közhasznú honlap, amely világszerte mindenkinek a rendelkezésére áll, aki Németországban tanult, kutatott, dolgozott, képzésen/továbbképzésen vett részt, nyelvi kurzust látogatott vagy az országba utazott. A portál lehetővé teszi az egymással, illetve Németországgal való kapcsolattartást. A szolgáltatások használata ingyenes. 
A nonprofit projekt öt, nemzetközi tapasztalatokkal rendelkező szervezet együttműködése révén működik. A honlapot a Gazdasági Együttműködés és Fejlesztés Szövetségi Minisztériuma finanszírozza.

## Feladatok és célok
A korábban Németországban tanult, továbbképzésen részt vett, kutatott vagy dolgozott külföldiek a Németországi Alumni Portálon keresztül Németországgal tudnak kapcsolatban maradni. Ezen keresztül egymással, illetve német és nemzetközi szervezetekkel, vállalkozásokkal, felsőfokú intézményekkel és öregdiák-hálózatokkal vehetik fel és mélyíthetik el a kapcsolatot. Az öregdiákok a honlap segítségével állásokat és megbízásokat kereshetnek világszerte, valamint kialakíthatják saját munkavállalói profiljukat. A regisztráltak továbbképzési ajánlatokat és számukra érdekes rendezvényeket találhatnak az egész világot felölelő rendezvénynaptárban. A szerkesztőség cikkeket tesz közzé a kultúra, a társadalom, a képzés, tudomány és kutatás területéről, emellett egy közösségi hálózat is megtalálható. Az öregdiákok interaktív módon és önállóan tanulhatnak németül, akár szaknyelvet is. A honlap mindenki számára nyitva áll, függetlenül attól, hogy ösztöndíjjal vagy anélkül tartózkodott Németországban.
A széles kapcsolati háló segítségével az érintett szervezetek könnyebben szervezhetik az öregdiákjaikkal való kapcsolattartást. Ezen túlmenően a vállalatok németül beszélő és németországi tapasztalatokkal rendelkező munkatársakat, szakértőket, valamint kooperációs partnereket kereshetnek.

## Történet
Az öregdiákokkal való rendszeres kapcsolattartás rendszerint szinte kizárólag az egyes támogató szervezeteken keresztül megy végbe. Becslések szerint a külföldi végzős hallgatók 80 százaléka, azaz évente kb. 14 ezer személy a németországi tartózkodását maga fedezte (free movers). Ezekkel az öregdiákokkal eddig nagyon nehéz volt a kapcsolattartás. 
Ez volt a háttere annak, hogy a német szövetségi kormány 2008-ban életre hívta a Németországi Alumni Portált. Ez a honlap ebben a formában az egyetlen, amely egységesíti a német öregdiákokkal való kapcsolattartást, hiszen a weboldal az öregdiákok mellett a támogató szervezeteket és a munkatársaitól németországi tapasztalatokat elváró vállalkozásokat is megcélozza. 
A weboldalon eddig több, mint 37.000 németországi öregdiák regisztrált 185 országból. (2011. szeptember)
A Németországi Alumni Portál ünnepélyes magyarországi megnyitó ünnepségére 2010. december 11-én került sor Budapesten az Andrássy Gyula Német Nyelvű Egyetemen. A honlap hazai képviselője Dr. Keller Krisztina.
A honlapon regisztrált tagok személyesen is rendszeresen összejönnek, 2011 májusában Budapesten, júniusában pedig Pécsen volt találkozójuk. Ezen kívül a tagok 2011. szeptemberben indultak a székesfehérvári Sárkányhajó Fesztiválon, ahol 6. helyezést értek el.

## Felépítés
A Németországi Alumni Portál középpontjában az online közösség áll, a szolgáltatások használatához egy ingyenes regisztrációra van szükség. Az öregdiákok ebben a szociális hálóban egymással, illetve a szervezetekkel és a vállalatokkal is fel tudják venni a kapcsolatot. Ezen kívül blogokat is írhatnak a tagok.
Egy számos részén szabadon hozzáférhető „Infotéka“ látja el a felhasználókat különböző ajánlatokkal: a nemzetközi állásokat és megbízásokat közvetítő börze, a világméretű rendezvénynaptár, a német nyelv tanulásával és tanításával kapcsolatos anyagok, a különböző szakterületek képzési ajánlatai, valamint a gazdasági, tudomány és kutatás és kultúra területéről szóló cikkek ingyenesen állnak a felhasználók rendelkezésére. A vállalkozások és szervezetek meghirdethetik itt a szabad állásaikat, kereshetnek a pályázókat tartalmazó adatbankban, illetve népszerűsíthetik a rendezvényeiket.
A honlapon számos munkával és tanulmányokkal kapcsolatos csoporthoz lehet tartozni, néhány példa: DAAD-Alumniverein Ungarn (magyar nyelven), Heidelberger Alumni Verein Ungarn (magyar nyelven), Deutsch als Fremdsprache (német nyelven), Climate Change and Related Issues (angol nyelven), Au-pair (német nyelven).
A portál szolgáltatásaihoz tartoznak továbbá az úgynevezett webináriumok, ezek a havi rendszerességgel indított internetes szemináriumok mindig más témában (pl. megújuló energiaforrások, online újságírás, Európai Unió, a tudomány és a gazdaság kapcsolata) kerülnek megrendezésre. A résztvevők a kurzus végén igazolást kapnak a képzésen való részvételükről. A vállalkozások szintén ingyenesen tehetik közzé az állásajánlataikat, valamint az álláskeresők adatbázisában is kereshetnek alkalmas munkavállalót. A honlap szolgáltatásai német és angol nyelven is hozzáférhetők (korlátozottan spanyolul, oroszul és kínaiul is), a kommunikáció nyelve szabadon választható.

## Támogatók és partnerek
Az Alumniportal Deutschland szervezeteken átívelő és interdiszciplináris módon működik. A projektet a következő öt, nemzetközi együttműködést generáló szervezet működteti:
- Alexander von Humboldt-Alapítvány (AvH)
- Goethe Intézet (GI)
- Német Felsőoktatási Információs Központ (DAAD)
- Német Társaság a Nemzetközi Együttműködésért (GIZ)
- Nemzetközi Migráció és Fejlesztés Központja (CIM)

Az együttműködést több mint tíz „stratégiai partner” segíti, többek között a Német Szövetségi Külügyminisztérium, a Szövetségi Oktatási és Kutatási Minisztérium, valamint különböző politikai alapítványok, mint a Friderich-Ebert-Alapítvány, a Konrad Adenauer Alapítvány és a Heinrich Böll Alapítvány.